# スープレックス

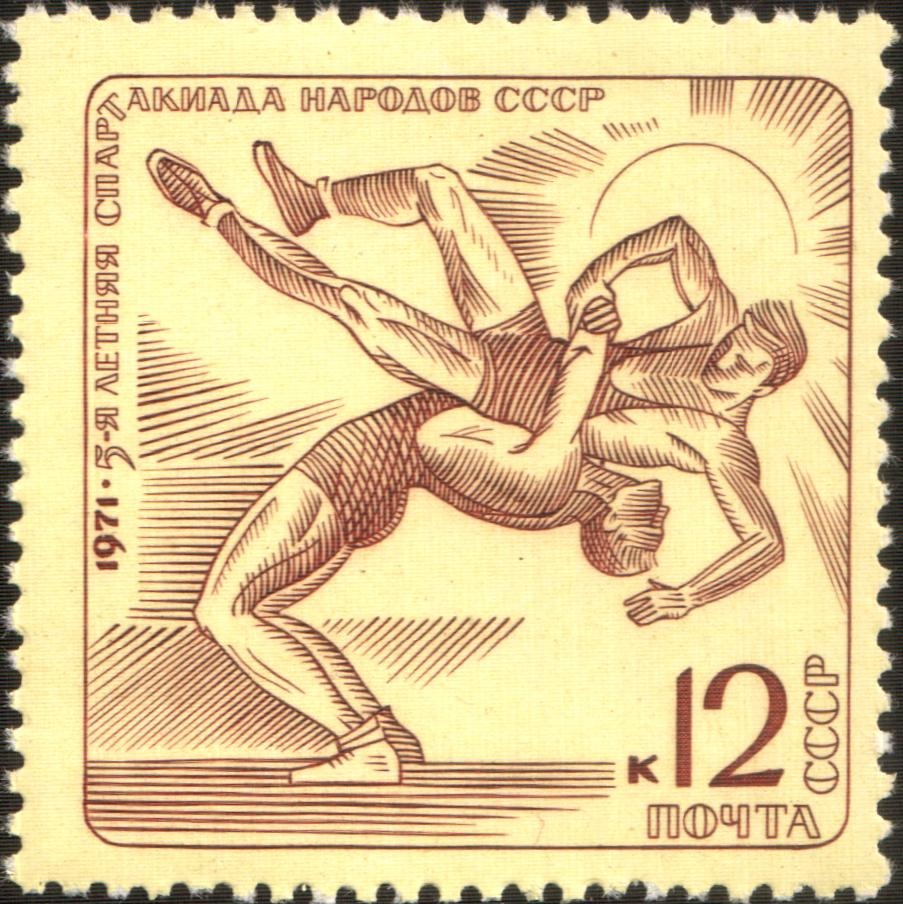
スープレックスを仕掛けるプロレスラーが描かれているソビエト連邦選手の切手。

スープレックス（Suplex）は、プロレスで用いられる投げ技の一種である。

## 定義

### 狭義
ジャーマン・スープレックスの略称もしくは、その派生技の総称である。総合格闘技でも狭義の解釈が採用される場合がある。カール・ゴッチがインタビューで前田日明が使うとされた「12種類のスープレックス」について、記者から訊ねられた時に曰く「日本の皆さんは投げ技を皆、スープレックスと呼んでいるがスープレックスと呼ばれるものは後ろから相手の胴をクラッチして反り投げてブリッジで固めるものだけだ。それ以外の投げ技は「サルト」であって相手の腕を前から掴んで投げるものはスロイダー」と答えている。また、ゴッチは別のインタビューでも「ブリッジして固める技をスープレックス」とも言っている。あるインタビューでも「ブリッジしながら相手を後方に投げる技を、よく◯◯◯スープレックスという呼び方をしているが、スープレックスと呼べるのはジャーマン・スープレックスだけだ。ただそれも正確にはジャーマン・スープレックスではなく単にスープレックスだ。それ以外のブリッジしながら後方に投げる技はすべてサルトと呼ばれるものであり、その他の通常の投げ技はスウィングである。また、サルトにはその投げ方によって、それぞれに正式な呼び名があるので、まず君たちプロレスマスコミがそこをきちんと正確に伝えていかなければならない」と話していた。ビル・ロビンソンと宮戸優光はスープレックスを「相手を自分の頭越しに投げるもの」、サルトは「肩越しに、ひねって投げるもの」と説明していた。
そのゴッチの提言に従ったものだったのか、前田日明がマスターした「12種類のスープレックス」の名称はジャーマン・スープレックス、フルネルソン・スープレックス（ドラゴン・スープレックス）以外は初めて耳にする名称の技がほとんどで、イギリス武者修行から帰国して対戦したポール・オーンドーフに決めたリバース・アーム・サルトは、ダブルアーム・スープレックスホールドであった。またフロント・スープレックスは「ウンターグルフ」、かんぬきスープレックスは「サルト」とされていた。それ以外のリバース・サルト、スロイダー、デアポート・スロイダー、クオーターネルソン・サルト、ハーフハッチ（ハーフハッチ・スープレックス）、ダブルアームロック・サルト、ダブルリストアーム・サルトは雑誌に写真付きで紹介されるまで全く未知の技だった。また、タイガー・スープレックスも披露していた。

### 広義
クラッチの方法にかかわらず後方へと反り投げて、そのままピンフォールする技のことである。近年のプロレスにおける投げ技は年々新しいクラッチの方法が開発され多様化しているため、ゴッチの定義を、そのまま扱うことが難しくなりだした。そのため、近年は解釈を広げてクラッチの方法にかかわらず反り投げて、そのままピンフォールする技がスープレックスと定義されている。

### 最広義
通俗的には相手を自身の後ろに投げる技（バックドロップなども含め）をまとめて「スープレックス」と呼ぶ傾向がある。なお、この用法は正確なものではなかったが現在は、この用法も定着している他に前述の狭義の意味での使用時は「スープレックス」、広義または最広義の意味での使用時は「スープレックス系」と言い分ける場合もある。

### 分類
なお、前述のように元来、スープレックスはピンフォールを狙う技なので「スープレックス・ホールド」と呼ぶ必要はなく、そのまま「スープレックス」と呼ばれるのが正当であるが、日本のメディアではブリッジして固める本来のスープレックスを、しばしば「スープレックス・ホールド」と表記して「投げっ放し式（ホイップ式）スープレックス」と区別することがある。こういった混乱の原因は当時のマスコミ関係者が技の開発経緯や出自についての情報に疎く「後方へと反り投げて、そのままフォールする」という技自体が珍しかったため、情報伝達上判り易くするために「スープレックス・ホールド」としたことにある。

## 語源
スープレックスの語源には幾つかの説が存在する。
スープレイ説
グレコローマンレスリングにおいて使われていた後ろ反り投げのことを、かつては「スープレイ(Suplay) 」 と呼んでいた。それをレスリング経験者であるカール・ゴッチらがプロレスに持ち込んだとする説がある。往年のアメリカでプロレス実況者のゴードン・ソリーやロッド・トロンガード、近年ではテリー・テイラーらは実況においてスープレックスのことを「スープレイ」と発音していた。
スープレス説
「柔軟性」を表す「スープレス(フランス語: Souplesse) 」から来ているとする説がある。相手をブリッジで反り固める際に体幹の柔軟性が必要とされるためである。
スーパーエクセレント説
かつては滅多に見られない大技であったことから、この技で勝負が決まった試合は「スーパーエクセレント（Super-Excellent、大変素晴らしい）」とされたという。いつしか「Super-Excellent」が短縮されて「Suplex」となったという説がある。

## 種類
ここでは最広義のスープレックスについて記述している。

### 後方から組み付く

#### 胴をホールド
ジャーマン・スープレックス
相手の背後から両腕を回して腰をクラッチして後方へと反り投げる。別名はスープレイ、スープレックス、アトミック・スープレックス、フィン・スープレックス、原爆固め、後ろ反り投げ、人間橋。
ハイクラッチ・ジャーマン・スープレックス
相手の背後から両腕を回して鳩尾あたりをクラッチして後方へと反り投げる。
ダルマ式ジャーマン・スープレックス
相手の背後から右腕の外側に右腕を回して、左腕の外側に左腕を回して、相手の両腕と胴体を抱きかかえるようにして後方へと反り投げる。
クロスアーム・スープレックス
相手の背後から右手で相手の左腕を掴み、左手で相手の右腕を掴み、掴んだ両腕を相手の胸の前で交差させて後方へと反り投げる。
ジャガー式クロスアーム・スープレックス
向かい合った相手の右腕を左手で左腕を右手で掴み、自身の右腕の下を相手に潜らせて相手の背後に回り込み、掴んでいた両腕を交差させて後方へと反り投げる。

#### ネルソン・ホールド
ドラゴン・スープレックス
相手を背後からフルネルソンの体勢に捕らえて後方へと反り投げる。別名はフルネルソン・スープレックス、飛龍原爆固め、羽交い締め式原爆固め。
ハーフネルソン・スープレックス
相手の片腕をハーフネルソンの体勢に捕らえて後方へと反り投げる。
タイガー・スープレックス'85
片羽締め（片腕で相手をハーフネルソンに捉えた状態で、逆の腕を相手の脇から胸に回して締める）から後方へと反り投げる。
プレミアム・ブリッジ
相手をフルネルソンに捉えた状態から相手の両手首を掴み、相手の頭の後ろで組み後方へと反り投げる。

#### チキンウィング・クラッチ
タイガー・スープレックス
相手の腕を背後からダブルチキンウィングのような形で捕らえて後方へと反り投げる。別名は猛虎原爆固め。
タイガー・スープレックス'04
相手の片腕をチキンウイングに捕らえて相手の足を膝のあたりを背後から抱えて後方へと反り投げる。
ジャパニーズ・オーシャン・スープレックス
ダブルチキンウイングような形で捕らえて手首を自身の腕をクロスさせてクラッチして後方へと反り投げる。
デストロイ・スープレックス
後方から相手の右腕をチキンウィングの体勢で固めて、左腕で相手の足を抱えながら股下に腕をクラッチして後方へと反り投げる。
ミレニアム・スープレックス
チキンウィングフェイスロックの体勢で捕らえて後方へと反り投げる。
テキーラ・サンライズ
左腕をチキンウィングに固めた形で自分の右腕をハーフネルソン風に回した上で、相手の右手首も掴んで頭部脇にロックして後方へ反り投げる。
ミスト・クラッシュ
片腕で相手をハーフネルソンに捉えた状態で逆の腕で相手をチキンウイングに捉えて後方へと反り投げる。

#### 手首をホールド
リバース・ダブルリストアーム・サルト
後ろから相手の脇に頭を入れて相手の両手首を掴んで後方へと反り投げる。

#### その他
スリーパー・スープレックス
スリーパー・ホールドから自身の右腕を相手の腕の下から持ち替えて後方へと反り投げる。
コブラ・クラッチ・スープレックス
コブラ・クラッチから後方へと反り投げる。
ビクトリー・タイガー
相手の喉下を掴んで後方へと反り投げる。
ボールズ・プレックス
相手の股下に後ろから両手を回して股関節を掴んで後方へと反り投げる。
ジャパニーズ・オーシャン・サイクロン・スープレックス
相手の腕を前で交差させて後ろから両手を掴みながら肩車をして後方へと反り投げる。
スクール・ボーイ・スープレックス
スクール・ボーイの要領で相手を捕らえて丸め込まず強引に後方へと反り投げる。

### 前方から組み付く

#### 胴をホールド
フロント・スープレックス
相手の両腋に自らの両腕を差し込み後方へと反り投げる。
ウンターグルフ
捻りを加えたフロント・スープレックス。
リバース・サルト
両差しから両手を上に上げて相手を引きつけて後方へと反り投げる。かんぬきスープレックスの返し技としても使用されている。別名は胴そり投げ。

#### 腕をホールド
スロイダー
片腕を巻き込んで後方へと捻り投げる。
かんぬきスープレックス
相手の両腕を閂でクラッチして後方へと反り投げる。別名はサルト、ソルト、きめ反り。

#### 首をホールド
デアポート・スロイダー
相手の首を抱えて後方へと捻り投げる。
バーディカル・スープレックス
通常形のブレーンバスターとして広く知られる技だが本来はブレーンバスターとは違う技。
フロント・ネックチャンスリー・ドロップ
相手の首を両腕で脇に抱えるようにクラッチして後方へと反り投げる。

#### その他
キャプチュード
正面から相手の頭と相手の片膝を抱えるようにクラッチして後方へと反り投げる。別名は捕獲投げ。

### 相手にがぶる

#### ネルソン・ホールド
ダブルアーム・スープレックス
前屈みの相手の前に立った体勢から相手の両腕をリバース・フルネルソン（相手の両腕を背面に「く」の字になるように自分の腕を絡めて曲げる）にとり、やや腰を落として後方へと反り投げる。別名はバタフライ・スープレックス、リバース・アーム・サルト、人間風車。
フロント・フルネルソン・スープレックス
正面からがぶり、裏閂に固定して後方へと反り投げる。
リバース・ダブルアーム・サルト
相手を裏閂に極めて後方へと反り投げる。
クォーターネルソン・サルト
相手の首を両腕でフロント・フェイスロックに固めて後方へと反り投げる。

#### 腕をホールド
シングルアーム・サルト
相手の片腕を閂に抱え込み、後方へと反り投げる。
ダブルアームロック・サルト
相手の両腕をまとめて片脇に閂状態で抱え込み後方へと反り投げる。

#### 足と頭をホールド
ブリザード・スープレックス
相手を横抱き気味に頭と片足を抱えるようにクラッチして後方へと反り投げる。
ライジングスター・スープレックス
相手の両腕を左脇で抱え込み、右腕で相手の左足を抱え込み後方へと反り投げる。

#### ハーフハッチ
ハーフハッチ・スープレックス
相手の首を片腕で脇に抱えて、もう一方の腕を相手の脇下に下から通して自身の手を相手の背中の辺りで固定して後方へと反り投げる。別名はハーフハッチ。
魔神風車固め
ハーフハッチの際に相手の片腕の手首を相手の背中で極めて後方へと反り投げる。別名はマシーン・スープレックス。

#### その他
ハンマーロック・スープレックス
前傾姿勢の相手の左腕をハンマーロックの体勢で相手の背中で自身の左腕でクラッチして、相手の首をフロント・ヘッドロックの体勢で自身の右脇下に抱え込んだ状態で後方へ反り投げる。

### 相手にもぐりこむ

#### 胴をホールド
水車落とし
相手の懐にもぐりこむように正面からタックルして相手の片腕と逆側の足を対角線上にクラッチして後方へと反り投げる。別名はダックアンダー・スープレックス。
リバース・スープレックス
相手に、がぶられた際に自身の上体を後方へと反らせて相手を背面から投げ落とす。別名は返し投げ。
ノーザンライト・スープレックス
自身の頭を相手の脇に差し入れて両腕ごと胴をクラッチして後方へと反り投げる。別名は北斗原爆固め。
フィッシャーマンズ・スープレックス
相手をブレーンバスターの体勢から片腕で相手の足を外側から抱え込み後方へと反り投げる。別名は投網式原爆固め、網打ち式原爆固め。
バックフリップ
相手を横抱きに肩車して頭と足を抱えて後方へと投げる。
ファイヤーマンズキャリー・スロー
相手の片腕を取り、その脇に自分の頭を入れて片腕をクラッチするファイヤーマンズキャリーから横に投げる。
アングル・スラム
相手をアルゼンチン・バックブリーカーの要領で捕らえて、相手の体を自分の片肩を支点に半回転させつつ後方へと倒れ込みながら投げる。

#### 手首をホールド
ダブルリストアーム・サルト
前から相手の両手首を持ち頭部を相手の腋に入れて後方へと反り投げる。
ダブルクロスアーム・サルト
相手の両腕を交差させて後方へと反り投げるダブルリストアーム・サルト。

#### 相手を横抱きにする
ブロック・バスター
相手の体を横向きに抱えて、ひっくり返すように背面から後方へと反り投げる。アメリカではフォールアウェイ・スラムとも呼ばれる。ジョージ・ゴーディエンコの得意技として知られており、タイガーマスク（初代）も使用していた。アントニオ猪木は、後方に投げた相手を抱えたままブリッジしてフォールするブロックバスター・ホールドを一度だけ披露したことがあり、1975年にこの技でルー・テーズをフォールしている。全日本プロレス時代の大仁田厚も一時はフィニッシュ・ホールドとして使用していた。

#### その他
ハーフリストアーム・サルト
相手の片腕を取り、その脇に自分の頭を入れ反り投げる。
エクスプロイダー
相手の脇に頭を入れて相手の首付近と相手の片足を外側から抱えるようにクラッチして後方へと反り投げる。

### 横方向から組み付く

#### 胴をクラッチ
サイド・スープレックス
相手の胴をサイドからクラッチして相手を引っこ抜いて180度ひっくり返すように後方へと反り投げる。レスリングにおける「俵返」の応用技。

## 類似技
バックドロップ
相手の背後から片脇に頭を潜り込ませて相手の腰を両腕で抱え込み、体をブリッジさせる勢いで後方へと反り投げる。レスリングを起源とした技だが、こちらは抱え投げを規範にしているため、狭義でのスープレックスには含まれない。ただし、最広義のスープレックスには含まれる。別名は岩石落とし。
裏投げ
柔道における真捨身技に分類される投げ技の一種である。向かい合った相手の右脇に頭を潜り込ませて相手の左肩の上に右腕を引っ掛けて、相手の背中に左腕を回し、落下させた相手の体を抱え上げて自身の体を左方向へと軽く捻りながら相手の背中を抱えていた左腕を離して落下する相手に体を浴びせ掛けるように倒れ込み、相手の後頭部や背中を叩きつける。

## フィクションにおける派生技

### 「キン肉マン」シリーズ
ダブルレッグ・スープレックス
ネプチューンマンの必殺技。背後から相手の背中を自身が着ているチョッキの巨大な棘に突き刺して捕らえて、膝裏から両太股を抱えて後方へと反り投げる。

### 「ストリートファイターII」シリーズ
ドラゴン・スープレックス
ガイルの必殺技。相手の背後から両腕を回して腰をクラッチして後方へと反り投げる。
ジャーマン・スープレックス
ザンギエフの必殺技。相手の背後から両腕を回して腰をクラッチして後方へと反り投げる。
レインボー・スープレックス
バルログの必殺技。相手の背後から両腕を回して腰をクラッチして後方へと反り投げる。
フーリガン・スープレックス
キャミィの必殺技。相手の背後から両腕を回して腰をクラッチして後方へと反り投げる。

### 「ストリートファイターZERO」シリーズ
ジャーマン・スープレックス
レインボー・ミカの必殺技。相手の背後から両腕を回して腰をクラッチして後方へと反り投げる。